# Kenya hívójelkörzetei
Kenya hívójelkörzetei nem területi alapon vannak meghatározva, hanem az állomások jellege alapján.
A Kenya számára az ITU a 5[Y..Z] hívójelprefixet határozta meg.
Az Egyesült Királyság fennhatósága alatt a VQ4 hívójelprefixet használták.

## Kenya Hívójelkörzetei[4]
| Prefix | Körzet | Jelleg                                                          |
| ------ | ------ | --------------------------------------------------------------- |
| 5Z     | 1      | Kezdő                                                           |
|        | 2      | Haladó                                                          |
|        | 4      | Teljes                                                          |
| 5Y     | [2..9] | Klubállomások                                                   |
| VQ     | 4      | Kivezetve, az Egyesült Királyság fennhatósága alatt használták. |

## Lajstromjel
Vízi és légi járművek lajstromjelezéséhez a 5Y prefixet használják.